# Visual Basic Extension
Bei Visual Basic Extensions (VBX bzw. Visual Basic Custom Controls) handelt es sich um dynamische Programmbibliotheken, die als Container für Steuerelemente dienen. Das Dateiformat basiert auf der Struktur einer 16-Bit-DLL für Microsoft Windows.

## Verfügbarkeit
Visual Basic Extensions waren Bestandteil in den 16-Bit-Editionen von Visual Basic Classic 1.0 bis 4.0. Entgegen dem Namen konnten VBX-Bibliotheken nicht nur von Visual Basic genutzt werden. Auch in anderen Entwicklungsumgebungen resp. Programmiersprachen wie beispielsweise den 16-Bit-Versionen von Borland C++ oder Borland Delphi 1.0 konnten VBX-Steuerelemente genutzt werden. Selbst in Entwicklungsumgebungen ohne WYSIWYG-Editor für grafische Benutzeroberflächen konnten VBX-Steuerelemente dynamisch zur Laufzeit erzeugt und dargestellt werden.

## Steuerelemente
Für Visual Basic 1.0 for Windows erschien 1992 das SDK Microsoft Professional Toolkit for Visual Basic 1.0, welches eine Vielzahl and VBX-Komponenten enthielt. Ab Visual Basic 2.0 waren diese Steuerelemente regulärer Bestandteil von Visual Basic. Zu den wichtigsten Steuerelementen zählten:
| Name                      | ab  | Beschreibung |
| ------------------------- | --- | --- |
| MDI Child Control         | 1.0 | Ein Container, der mehrere untergeordnete Fenster beinhalten kann (Multiple Document Interface, MDI). |
| Common Dialog             | 1.0 | Eine unsichtbare Komponente, die das Anzeigen von Standard-Dialogen (Öffnen, Speichern, Drucken, Farbwähler und Schriftartauswahl) kapselt. |
| Gauge Control             | 1.0 | Eine balken- oder (halb-)kreisförmige Fortschrittsanzeige. |
| Graph Control             | 1.0 | Anzeigen von Linien-, Säulen-, Kreis-, Streu- oder Gantt-Diagrammen. |
| Grid Control              | 1.0 | Eine einfache Rasteransicht, deren Zellen nur Text beinhalten können. |
| Multimedia Device Control | 1.0 | Ein einfacher Mediaplayer, der die Funktionen des Media Control Interface (MCI) kapselt. |
| OLE Client Control        | 1.0 | Ein OLE-Container, mit dem beispielsweise Paintbrush-Zeichnungen oder Excel-Arbeitsmappen eingebunden werden konnten. |
| Pen Edit Controls         | 1.0 | Stifteingabe mit primitiver Handschrifterkennung im Vergleich zu heute. Um die Funktionen nutzen zu können, musste das Programmpaket Windows for Pen Computing installiert sein.                                                                      |
| Spin Button               | 1.0 | Ein Drehfeld, mit dem numerische Werte innerhalb eines Textfeldes über zwei kleine Schaltflächen inkrementiert und dekrementiert werden können. |
| Animated Button Control   | 1.0 | Eine Schaltfläche, die Bitmaps oder Icons darstellen konnte. Für verschiedene Zustände konnten unterschiedliche Bilder festgelegt werden. Mit einer Reihe parallel angeordneter Schaltflächen von diesem Typ konnten Symbolleisten realisiert werden. |
| Communications Control    | 2.0 | Unsichtbare Komponente zur Kommunikation über die serielle Schnittstelle. |
| MAPI Session Control      | 2.0 | Unsichtbare Komponenten zum Versand und Empfang von E-Mails über das Messaging Application Programming Interface (MAPI). |
| MAPI Message Control      | 2.0 | Unsichtbare Komponenten zum Versand und Empfang von E-Mails über das Messaging Application Programming Interface (MAPI). |
| Masked Edit Control       | 2.0 | Ein Textfeld mit vorgegebener Struktur. |
| Outline                   | 3.0 | Eine hierarchische Liste. |
| Crystal Custom Control    | 3.0 | Eine im Funktionsumfang reduzierte unsichtbare Komponente zur generierung von Berichten auf Basis von Crystal Reports. |

Später erschienene Steuerelemente ab Visual Basic 4.0 (z. B. Registerkarten oder Schieberegler) wurden im OCX-Format bereitgestellt und alte VBX-Komponenten z. T. in das neue Format übersetzt. Viele der hier genannten Steuerelemente wurde später fester Bestandteil des Betriebssystems Windows und sind auch noch unter modernen Versionen wie Windows 11 verfügbar. Damit verbunden gehen auch mehrere Steuerelemente von Windows Forms letztendlich auf die entsprechenden VBX-Steuerelemente zurück.

## Entwicklung
In Visual Basic selbst konnten keine VBX-Dateien erstellt werden. Für das Erstellen von VBX-Bibliotheken wurde von Microsoft das Visual Basic Control Development Kit (CDK) angeboten. Dieses umfasste Programmierwerkzeuge, C++-Header und Lib-Dateien für Microsoft C bzw. Visual C++ und ist u. a. im Microsoft Professional Toolkit for Visual Basic 1.0 enthalten. Auch andere Compiler für C++, wie beispielsweise Borland C++, Turbo C++, oder QuickC waren dazu in der Lage.

## Nachfolger
Der Nachfolger von VBX sind OLE Control Extensions (OCX), für 16- und 32-Bit-Plattformen. Die in OCX-Dateien enthaltenen ActiveX-Steuerelemente basieren auf dem Component Object Model (COM). Die vergleichbaren Steuerelemente in VBX-Dateien tun dies nicht.
In Visual Basic war die Entwicklung von benutzerdefinierten Steuerelementen auf Basis von ActiveX erstmals in Version 5.0 möglich.